# دولت موقت سومالی
دولت موقت جمهوری سومالی به رهبری علی مهدی محمد بلافاصله پس از فروپاشی جمهوری دموکراتیک سومالی تأسیس شد.  از نوامبر ۱۹۹۱ تا ۱۹۹۵، پس از کنفرانس ۱۹۹۱ جیبوتی که بین ۱۵ تا ۲۱ ژوئیه ۱۹۹۱ برگزار شد، علی مهدی محمد توسط چندین ایالت به عنوان رئیس جمهور به رسمیت شناخته شد،  علی مهدی برای مدت دو سال به عنوان رئیس جمهور موقت سومالی انتخاب شد، اما  با مشروعیتی که کنفرانس جیبوتی به علی مهدی اعطا کرد، چندین کشور از جمله جیبوتی، مصر، ایتالیا و عربستان سعودی، دولت او را به رسمیت شناختند.